# Geert Verheyen
Pour les articles homonymes, voir Verheyen.
Geert Verheyen (né le 10 mars 1973 à Diest) est un coureur cycliste belge, professionnel de 1994 à 2011.

## Palmarès
- 1993
  - 2e étape des Deux Jours du Gaverstreek
  - 3e et 5e étapes du Tour du Hainaut
  - 5e étape du Tour du Béarn-Aragon
  - 3e du Circuit du Hainaut
- 1994
  - 3e de Seraing-Aix-Seraing
- 1997
  - 3e du Drielandenomloop
- 1998
  - Grand Prix de Lillers
  - Zesbergenprijs Harelbeke
  - 2e du Grote Prijs Dr. Eugeen Roggeman
- 1999
  - 2e étape de la Route du Sud
  - 2e du Grand Prix d'Isbergues
  - 10e de Paris-Nice
- 2001
  - LuK-Cup
- 2003
  - 4e étape du Circuit franco-belge
  - 2e de la Coupe Sels
- 2004
  - 3e du championnat de Belgique sur route
- 2005
  - Flèche hesbignonne
- 2010
  - 2e du Grand Prix de Francfort

## Résultats sur les grands tours

### Tour de France
4 participations
- 1998 : 23e
- 1999 : 45e
- 2000 : 20e
- 2001 : 72e

### Tour d'Italie
2 participations
- 2002 : 47e
- 2004 : 49e

### Tour d'Espagne
2 participations
- 2001 : 40e
- 2007 : 46e

## Classements mondiaux
| Année           | 2005 | 2006 | 2007 | 2008 | 2009 | 2010 |
| --------------- | ---- | ---- | ---- | ---- | ---- | ---- |
| UCI Europe Tour | 405e |      |      | 775e |      | 145e |